# Asaphus
Az Asaphus a háromkaréjú ősrákok (Trilobita) osztályának az Asaphida rendjébe, ezen belül az Asaphoidea öregcsaládjába és az Asaphidae családjába tartozó nem.
A nem fajai az ordovícium kiváló szintjelzői. A nem az ordovícium elején jelenik meg és az ordovícium–szilur határán eltűnik.

## Rendszerezés
A nembe az alábbi fajok tartoznak:
- Asaphus acuminatus
- Asaphus bottnicus
- Asaphus eichwaldi
- Asaphus expansus
- Asaphus holmi
- Asaphus ingrianus
- Asaphus knyrkoi
- Asaphus kowalewskii
- Asaphus latus
- Asaphus laevissimus
- Asaphus lepidurus
- Asaphus minor
- Asaphus neiszkowskii
- Asaphus pachyophthalmus
- Asaphus plautini
- Asaphus punctatus
- Asaphus robustus
- Asaphus sulevi
- Asaphus wahlenbergi